# Deadly Premonition
Deadly Premonition (известна в Японии как Red Seeds Profile) — компьютерная игра в жанре Action-adventure, разработанная компанией Access Games и выпущенная Ignition Entertainment. Первая версия игры вышла на приставке Xbox 360 (22 февраля 2010 года в США и 29 октября в Европе) и на приставке PlayStation 3 (11 марта 2010 года в Японии). В 2013 году компания Rising Star Games выпустила расширенное и улучшенное переиздание игры под названием Deadly Premonition: The Director’s Cut — весной на PlayStation 3, а 29 октября 2013 года на Steam.

## Игровой процесс
Deadly Premonition является игрой в жанре survival horror, действие которой происходит в открытом мире и в которой вы играете от третьего лица через плечо. Цель игры состоит в том, чтобы направлять главного героя игры — специального агента ФБР Фрэнсиса Йорка Моргана, который расследует личность Убийцы в дождевике, ответственного за убийство в сельском городке Гринвейл. Йорк получает внутриигровые деньги за многочисленные действия — как за прохождение уровней, так и за мелкие события, такие как сбривание бороды или переодевание; его также могут оштрафовать за плохую работу, например, за грязную одежду, привлекающую мух. Кроме того, ему требуется еда и сон через равные промежутки времени, о чём свидетельствуют датчики, измеряющие его голод и потребность во сне. Если его показатель сонливости достигает нуля, он гораздо быстрее проголодается, а его показатель сердцебиения будет увеличиваться намного быстрее при беге; если его шкала голода истощится, он начнет терять здоровье, пока не умрет. Сон восстанавливает его здоровье и усталость, а еду и предметы, используемые для предотвращения сонливости, такие как кофе, можно купить в магазинах Гринвейла.
Йорк может исследовать Гринвейл пешком, на машине или с помощью специального предмета, который можно получить, выполнив побочное задание. Автомобили необходимо обслуживать, поскольку они потребляют топливо, которое Йорк должен покупать, и накапливают повреждения, которые в конечном итоге делают их бесполезными, если Йорк не оплатит их ремонт. У деловых и развлекательных заведений в Гринвейле есть определённые часы работы, и их необходимо посетить в надлежащее время, чтобы воспользоваться их услугами. Неигровые персонажи также имеют свои собственные задачи и путешествуют по городу, занимаясь своими делами. В игре также есть динамическая система погоды и цикл дня и ночи, которая влияет на реакцию неигровых персонажей. Если Йорк встретится с одним из них в нужном месте и в нужное время суток, тот может предложить ему выполнить побочное задание за дополнительные награды. Помимо побочных квестов, по всему городу разбросаны торговые карты, которые игрок может собирать во время исследования. Йорк также может участвовать в мини-играх, таких как дартс, гонки через контрольно-пропускные пункты и рыбалка.
Deadly Premonition содержит несколько боевых сцен, в которых Йорк сталкивается со сверхъестественными врагами, находясь в ловушке в Ином мире. Йорк может сражаться с ними, используя оружие ближнего боя или огнестрельное оружие, или может скрыться от них, задержав дыхание. Оружие ближнего боя в конечном итоге сломается при постоянном использовании, а пульс Йорка увеличивается всякий раз, когда он бежит или задерживает дыхание. Периодически Йорк сталкивается с Убийцей в дождевике, что активирует Quick Time Event погони либо сокрытия, необходимое для побега от убийцы. Во время эпизодов в Ином мире основная цель Йорка — расследовать преступления, имевшие место там в недавнем прошлом. Он собирает фотографии улик, чтобы использовать их для «профилирования» места происшествия и реконструкции событий, которые имели место, с помощью своих дедуктивных навыков. Кроме того, Иной Мир регулярно воздействует на весь город, за исключением внутренней части зданий, с полуночи до шести утра.

## Синопсис

### Сеттинг
Действие Deadly Premonition происходит в мире, в котором добро и зло распространяются посланниками, находящимися под влиянием Леса и Красного Дерева. В игре играют роль контрастные пары, такие как «добро и зло, реальность и ненормальность, земная жизнь и вечная жизнь, день и ночь, преступники и жертвы, лес и красное дерево, близнецы и раздвоение личности». На протяжении всей игры главный герой Фрэнсис Йорк Морган (Джефф Крамер) периодически посещает две сверхъестественные комнаты: Белую комнату и Красную комнату. Белая комната представляет собой нормальное подсознание, а Красная комната представляет собой влияние зла..

### Сюжет
Фрэнсис Йорк Морган расследует убийство 18-летней Анны Грэм (Мелисса Хатчисон) в сельском городке Гринвейл, штат Вашингтон, США. Он берется за дело из-за способа убийства: ритуальное убийство молодой женщины, когда на теле или рядом с ним были обнаружены красные семена, аналогично ряду других убийств в США. Йорк вызывает серьёзные трения своим пренебрежительным отношением к местным жителям, странным поведением и тенденцией прерывать разговоры, чтобы обратиться к невидимому человеку, которого называет «Зак». Ему помогает городской шериф Джордж Вудман (Кейси Робертсон), который травмирован жестоким обращением в детстве; заместитель шерифа Эмили Уайатт (Ребекка Уинк), которая становится любовным увлечением Йорка; и кроткий помощник Джорджа Томас Маклейн (Кристофер Салливан). Кроме того, Йорк регулярно попадает в засаду и подвергается нападениям Убийцы в дождевике, который, согласно городскому фольклору, убивает только во время дождя.
По мере того, как расследование продолжается, близкая подруга Анны, Бекки Эймс (Эми Провенцано) и старшая сестра Бекки и владелица художественной галереи Дайан (Кристиан Кроуфорд) убиты аналогичным образом, с нанесенной рядом отметкой, которую Йорк считает перевернутым вниз символом мира. Он узнает, что в Гринвейле растут деревья, дающие красные семена, и что Убийц в дождвике — двое: вдохновивший фольклор Первоначальный начал убивать после того, как в 1956 году военные США выпустили в город сделанный из красных семян газ, в результате чего жители временно испытали неконтролируемую убийственную ярость; а новый Убийца в дождевике надеется обрести бессмертие, съев красные семена и убив четырёх человек, которых также заставил съесть семена..
Когда Томас внезапно исчезает, Йорк начинает подозревать его в причастности к преступлениям, и эта догадка подтверждается, когда Томас похищает его. Будучи связанным, Йорк осознает свои романтические чувства к Эмили, которая ищет его вместе с путешествующим продавцом деревьев Форрестом Кейсеном (Даг Бойд). Также выясняется, что Анна, Бекки, Томас и его младшая сестра Кэрол принадлежали к секретному секс-клубу, созданному Джорджем; завидуя романтическому интересу Джорджа к Эмили, Томас вовлекает её в физическую конфронтацию с ним и умирает, попав на крюк. Йорк, теперь спасенный, показывает, что он считает Джорджа подражателем Убийцы в дождевике. Эмили и Йорк находят последнюю жертву — Кэрол. Перед смертью она также нападает на Эмили из ревности и заставляет её проглотить несколько красных семян, от чего её тошнит до потери сознания. Йорк оставляет Эмили на попечение Кайсен, чтобы противостоять Джорджу. Джордж признается, что был убийцей и получил способность изменять форму в результате употребления красных семян; в последовавшей драке Йорк убивает его.
Впоследствии Йорк понимает, что, хотя Джордж и был убийцей из Гринвейла, он не мог нести ответственность за другие подобные убийства по всей стране и, вероятно, был просто пешкой. В конце концов он обнаруживает, что виноват Кайсен и что символ, который видели рядом со всеми жертвами, был деревом. Йорк обнаруживает, что Кайсен посадил дерево в живот Эмили, и это зрелище заставляет его восстановить свои подавленные воспоминания: в детстве Зак видел, как его мать (Ребекка Уинк) умирала выросшим из её тела деревом на глазах его отца (Дэвид Розенталь) и Кайсена. Его отец не смог убить её из милосердия, что привело к более мучительной для неё смерти, а затем он покончил с собой. Не в силах справиться с травмой, Зак психологически поменялся местами со своей вновь созданной другой личностью, Йорком. Не сумев спасти Эмили, Зак убивает Кайсена, который оказался сверхъестественным существом из Красного мира и посланником Красного Дерева, и покидает город с оптимизмом в отношении своего будущего. В заключительной сцене духи Йорка, Эмили, Томаса и жертв убийства Гринвейла счастливо живут в параллельном плане существования..

## Разработка

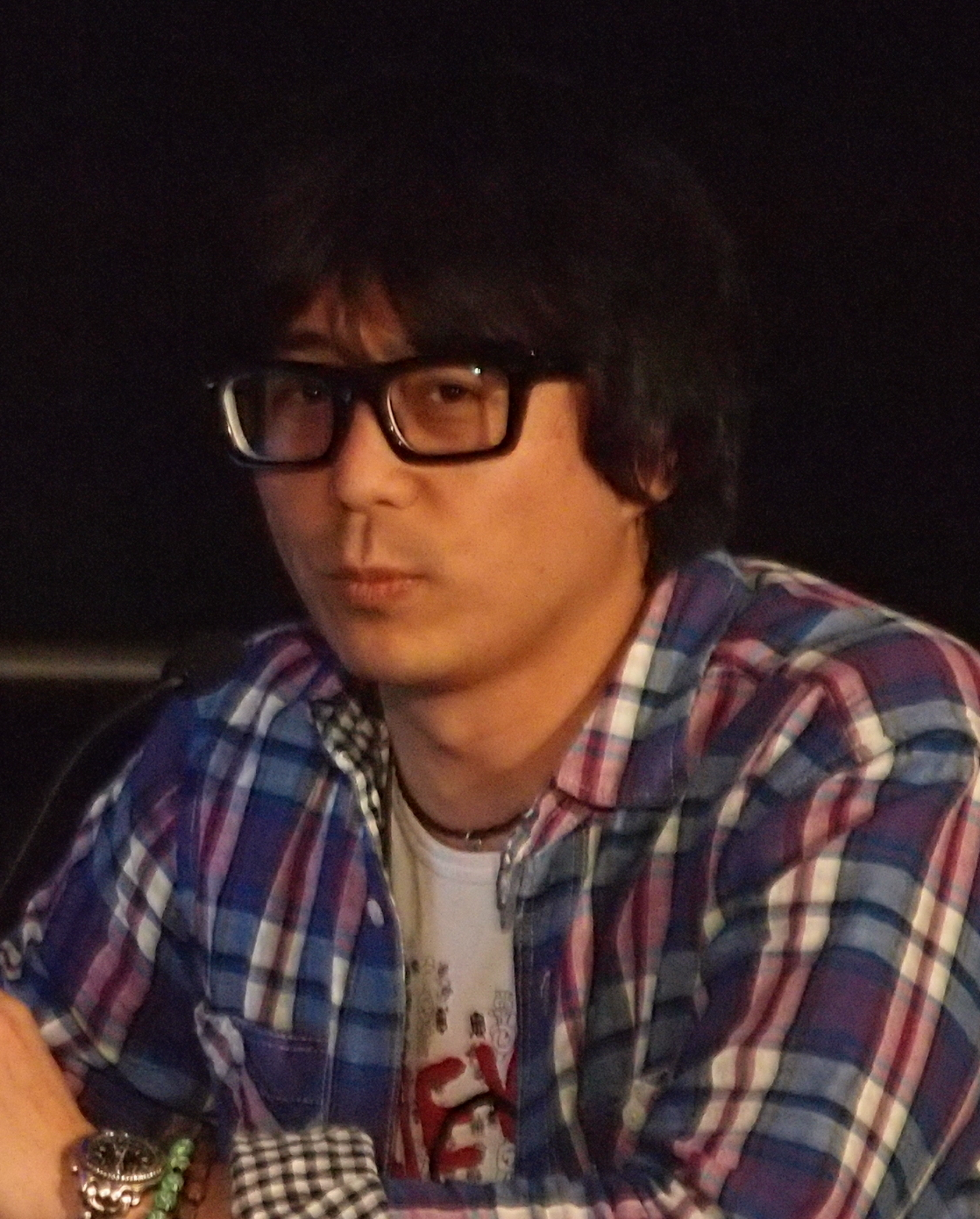
Главный режиссёр и сценарист Хидетака Суэхиро (2011 г.)

Как я уже сказал, первоначальная концепция этой игры заключалась в том, чтобы «жить и чувствовать себя частью города». Даже если игрок является эффективным агентом ФБР, он также станет голодным, сонным и вонючим, если вообще не мылся. Это не меняется, даже если в городе появляются зомби или даже если происходят серийные убийства. Это также означает, что мы не идеальны, просто люди. Я хотел привнести реальность в игру, используя эти факторы.
Deadly Premonition произошла от игры Rainy Woods, над которой Access Games начала работу осенью 2004 года. В сентябре 2004 г. был подготовлен проектный документ, после чего в марте 2005 г. началось осуществление проекта. Прототип был оценен в октябре, как и альфа-версия в марте 2006 года. Трейлер Rainy Woods дебютировал в сентябре 2007 года, рекламируя название как многоплатформенную игру для консолей PlayStation 2 и Xbox 360 во время Tokyo Game Show; в качестве главного героя в нём был показан «молодой и очень циничный» специальный агент ФБР Дэвид Янг Хеннинг. Несколько игровых изданий отметило, что название очень похоже на американский телесериал о сверхъестественном « Твин Пикс». Rainy Woods был отменён вскоре после дебюта, з-за значительных «технологических трудностей» с аппаратным обеспечением двух платформ, включая распределение памяти и освещение.
В 2008 году Суэхиро начал работу над Deadly Premonition, которая должна была стать перезагрузкой Rainy Woods, сочетающей активы Rainy Woods с новым сценарием и игровым дизайном. В марте 2009 года проект стартовал, хотя четыре раза его отменяли. Access Games также начали разработку Lord of Arcana, который должен был выйти в октябре 2010 года. Бюджет всего проекта, по словам Суэхиро, был «не очень большим». Суэхиро с помощью своих друзей из США создал нового главного героя — Фрэнсиса Йорка Моргана, а вместе с независимым кинорежиссёром Кенджи Гота — диалоги Йорка с Заком. Поскольку Гота и Суэхиро — хорошие друзья и часто разговаривают о кино, Суэхиро попытался передать диалог этой атмосферой. Кроме того, они написали основную сюжетную линию, а Суэхиро написал восемьдесят процентов побочных квестов и всех разговоров Йорка с неигровыми персонажами. Персонаж Зак должен был эмоционально вовлекать игрока в игру, создавая ощущение, что Йорк напрямую обращается к игроку и разговаривает с ним в сторонке..
Центральным элементом игрового процесса является свобода для игрока, поскольку Суэхиро хотел создать игру, в которой игроки могли бы развиваться со своей скоростью. Он планировал включить ещё две мини-игры, связанные с шахматами и духами, и рассматривал возможность изменения веса и длины волос персонажа игрока. Кроме того, боевые части Deadly Premonition были добавлены последними в разработке, после того, как издатель забеспокоился, что без них игра не будет хорошо продаваться на Западе. Аспекты игры изначально также были более жестокими, как способ выразить страх смерти; например, вторую жертву должны были выпотрошить ещё при жизни. Однако позже сцены были смягчены, так как Суэхиро посчитал их «слишком экстремальными».
Руководящие концепции Суэхиро для сеттинга игры были сосредоточены на «реальном времени, реальном масштабе и реальной жизни». Разработчики отправились в Соединенные Штаты и отметили размеры ширины различных рекламных щитов, железнодорожных переездов и дорог, чтобы создать ощущение реализма в городе; также были рассчитаны углы наклона солнца и погодные условия. Чтобы добавить к этому ощущению реализма, каждая улица в Гринвейле названа, а для местной закусочной была установлена почасовая оплата. Кроме того, ежедневные расписания неигровых персонажей были созданы на основе их подробных фоновых профилей..
Трудностями при разработке игры были распределение памяти, различные аспекты освещения и теней, а также использование ими физического движка PhysX. По словам Ватару Нисиде, ведущего художника уровня, и Катаока из J, ведущего программиста, управление данными в команде было «небрежным» из-за их первоначального удивления объёмом оперативной памяти, предоставляемой консолями следующего поколения. Команда нашла баланс между практичностью доступной памяти и желаемой эстетикой открытых частей игры, которые изначально содержали слишком много объектов. У разработчиков также были трудности с балансировкой освещения в игре, желаемой эстетикой теней в игре и скоростью обработки. Кроме того, их использование PhysX дало неоднозначные результаты; разработчикам нравилось «динамическое выражение», которое оно придавало игровому миру, но у них были проблемы с невозможностью «обмануть» «жестоко честную» симуляцию и, как следствие, снижение частоты кадров и обработки. Команде также пришлось сократить количество объектов, запускаемых в движке PhysX, которые изначально включали волосы, одежду и удочки, чтобы сохранить частоту кадров..

### Аудио
Риё Кинугаса, Такуя Кобаяши, and Хироми Мицутани создали саундтрек Deadly Premonition. В своей ретроспективе Deadly Premonition ведущий планировщик Кейджи Тераниши назвал его саундтрек сильной стороной, помогающей добавить глубины игровому миру и персонажам. Он частично приписал это усилиям по работе с композиторами, чтобы «оценить уникальную эстетику» игрового мира. Это включало напевание идей для песен, использование концептуального дизайна и воспроизведение музыки с похожим чувством. «Жизнь прекрасна», в которой насвистывание вызывает спокойную прогулку по сельской местности, сочинялась легко, как и «Йорк и Зак», появляющаяся во время монологов Йорка. вторую тему игры «Miss Stilletto Heels», и песню «Red Tree», призванную символизировать безумие, оказалось труднее создать, особенно её часть импровизации. Звуковые эффекты были переданы другой компании, так как у Access Games не было отдела, который занимался бы звуком..
Запись голоса производилась в студии WebTone в Сан-Хосе, Калифорния (позднее WebTone переехала в Лос-Анджелес). За две недели было записано шесть тысяч строк диалогов, около половины из которых были репликами актёра озвучивания Йорка, Джеффа Крамера. Перед записью актёрам озвучивания были предоставлены биографии персонажей и концепт-арты. Тераниши вспоминал, что режиссура записи голоса была «непростой задачей», и Суэхиро иногда сам разыгрывал реплики, чтобы показать то, что он хотел передать. ераниши был особенно доволен игрой Крамера в роли Йорка, отметив, что он «привнес в главную роль даже большую глубину и стиль, чем предполагали Access Games».

## Релиз
Deadly Premonition была издана 23 февраля 2010 года в Северной Америке для платформы Xbox 360 Ignition Entertainment, по бюджетной цене; 11 марта — Marvelous Entertainment в Японии и 20 октября — Rising Star Games в Европе. В Японии игра одновременно была выпущена и для PlayStation 3. Кроме того, Rising Star решила отказаться от выпуска в Австралии из-за «проблем классификации». В 2017 году игра стала совместимой с Xbox One, в 2019 году под названием Deadly Premonition: Origins она вышла на Nintendo Switch.

### Режиссёрская версия
Режиссёрская версия Deadly Premonition была разработана ToyBox Inc. В 2013 году Rising Star опубликовала его для PlayStation 3 в Европе и Северной Америке 30 апреля, и в Австралии 16 мая. В том же году 29 октября Rising Star опубликовала её для Microsoft Windows, а его ненастраиваемое разрешение для версии для ПК было исправлено фанатским патчем. Японская версия режиссёрской версии Deadly Premonition: Red Seeds Profile: Complete Edition вышла в марте 2015 года на PlayStation 3. В том же году 24 ноября NIS America выпустила ограниченное коллекционное издание для PlayStation 3; он включает артбук в твердом переплете, компакт-диск с саундтреком, колоду из 54 карт, вдохновленную игрой, и ваучер на загружаемый контент.
В режиссёрской версии обновлены элементы управления, стереоскопическое 3D, обновлены HD-изображения, поддержка PlayStation Move, загружаемый контент, включая различные бонусы за предварительный заказ, и дополнительные написанные Суэхиро сценарии. Он добавляет рамочную историю о пожилом Заке, рассказывающем сюжет Deadly Premonition своей внучке Мишель Луизе Морган. Расширенный финал показывает, как пожилой Зак входит в параллельную вселенную, где его тепло встречают жители. Йорк заверяет его, что он был там на каждом шагу, и рассказывает ему о новом случае, связанном со вспышкой болезни в Новом Орлеане. Спросив его мнение по этому делу, Йорк советует ему проснуться, и за кадром можно услышать, как Луиза сообщает своей матери, что он исчез, и задается вопросом, куда он мог пойти.

### Медиа
Интерактивное руководство Deadly Premonition The Director’s Cut: The Official Visual Companion было выпущено Rising Star Games эксклюзивно для iPad в октябре 2013 года. Он включает в себя три интерактивные карты, концептуальные наброски, саундтрек, записную книжку Суэхиро о разработке игры и другие интерактивные элементы, вроде головоломок.

## Отзывы критиков
| Сводный рейтинг                        | Сводный рейтинг                                       |
| Агрегатор                              | Оценка                                                |
| -------------------------------------- | ----------------------------------------------------- |
| GameRankings                           | (X360) 69,38 % (PS3) 71,30 %                          |
| Metacritic                             | (X360) 68/100 (PS3) 70/100 (PC) 59/100 (NS) 70/100    |
| Иноязычные издания                     |                                                       |
| Издание                                | Оценка                                                |
| 1UP.com                                | B                                                     |
| Destructoid                            | 10 / 10                                               |
| Edge                                   | 7 / 10                                                |
| Eurogamer                              | 7 / 10                                                |
| Game Informer                          | 7,75 / 10                                             |
| GameSpot                               | 7 / 10                                                |
| IGN                                    | 2,0 / 10 (US) 7.5 / 10 (UK) 7,0 / 10 (Director's Cut) |
| PALGN                                  | 7 / 10                                                |
| X-Play                                 | [ 59 ]                                                |
| Награды                                |                                                       |
| Издание                                | Награда                                               |
| Gamasutra                              | Best Cult Game                                        |
| GameSpot                               | Most Surprisingly Good Game                           |
| GamesRadar                             | Best Worst Game                                       |
| Guinness World Records Gamer's Edition | Most Critically Polarizing Survival Horror Game       |

В Северной Америке Deadly Premonition лидировала по продажам игр для Xbox 360 на Amazon.com за неделю с 9 апреля 2010 г., временно обогнав более известные релизы, такие как Battlefield: Bad Company 2, Call of Duty: Modern Warfare 2, Mass Effect 2 и Left 4 Dead 2. В течение первых трех месяцев после дебюта в Северной Америке было продано 50 000 копий Deadly Premonition. Согласно интервью Суэхиро в феврале 2013 года, первоначальный выпуск игры не имел коммерческого успеха. Летом 2018 года, благодаря уязвимости в защите Steam Web API, стало известно, что точное количество пользователей сервиса Steam, которые играли в Deadly Premonition: The Director's Cut хотя бы один раз, составляет 149 712 человек.
Первоначальная версия Deadly Premonition для Xbox 360 получила средневзвешенную оценку 68/100 от агрегатора Metacritic, что указывает на «смешанное или среднее» восприятие. Эта игра поляризовала критиков — её оценки варьировались от 2 из 10 от IGN US до 10 из 10 от Destructoid. В издании Gamer’s Edition Книги рекордов Гиннеса 2012 года Deadly Premonition удерживает рекорд как «Самая критически поляризующая игра ужасов на выживание».
Сюжет был положительно воспринят как эксцентричный и приятный. Рецензент Edge писал: «Прелесть Deadly Premonition в том, что это прямолинейный детектив, рассматриваемый сквозь треснувшую призму ненадежного рассказчика, который повсюду создает атмосферу подозрения и замешательства». Журналист Destructoid Джим Стерлинг оценил отсылки к поп-культуре в игре, юмор и диалоги, которые они сочли веселыми и сбивающими с толку. Персонажи были положительно восприняты рецензентами как запоминающиеся и милые. Согласно IGN UK, взаимодействие с персонажами и раскрытие подробностей их вымышленной жизни помогло создать ощущение эмоциональной связи с ними, которое сохранялось после окончания игры. Йорк получил аналогичный прием как «странно милый», несмотря на его высокомерие, и «один из самых интересных игровых героев за многие годы».
Геймплей получил широкий спектр критических отзывов: от грамотно сделанного для бюджетной игры до ужасного исполнения. Игровой процесс Deadly Premonition сравнивали с Shenmue и серией Clock Tower а бой сравнивали с Resident Evil 4. По словам Фрэнка Чифальди из 1UP, комбинация геймплея Deadly Premonition, похожего на Shenmue, The Last Express, Resident Evil 4 и серию игр Grand Theft Auto оказалась «мастером на все руки, не мастером ни в чём», эту точку зрения поддержал Эрик Брудвиг из IGN US. Элементы управления также подверглись критике за то, что они снижают привлекательность игры. Боевые части вызвали неоднозначную реакцию. Мэтт Уэйлс из IGN UK написал, что, хотя бой был простым, атмосфера и профилирование работали хорошо. По словам Криса Шиллинга из Eurogamer, внезапное появление Убийцы в дождевике сделало разделы пугающими, а профилирование создало некоторые тревожные, но «относительно сдержанные» моменты ужаса, несмотря на «слишком длинные и часто неуклюжие» боевые сцены. Кевин ВанОрд из GameSpot описал сверхъестественных врагов как не особенно агрессивных, а битвы с боссами — как слишком долгие.
Дальнейшая критика была направлена на музыкальное и визуальное качество игры. Графику часто называли «ужасной» и низкого качества. Бев Чен из PALGN, напротив, считает, что качество графики работает на пользу игре, добавляя «причудливое очарование». Точно так же саундтрек к игре подвергался критике как иногда тематически неуместный в серьёзных сценах, часто содержащим беззаботный джазовый трек; conversely, some critics found the soundtrack memorable и наоборот, некоторые критики сочли саундтрек запоминающимся и приятный, хотя и повторяющимся.
Тем не менее, игра получила значительный культ. Этот культовый успех был описан Уиллом Херрингом из GamePro, что «дико смешанный критический прием игры и вызывающая заголовки странность заставили людей говорить». Ссылаясь на игру как на пример «видеоигр как искусства», Дэвид Дженкинс из Metro похвалил её за «эмоциональный диапазон», включающий ужас выживания и комедийный фарс. G4TV в июне 2010 года назвал её одной из «10 лучших игр 2010 года … до сих пор». Игра получила более дюжины других наград от различных изданий, в том числе «Лучшая культовая игра» от Gamasutra, «Самая удивительно хорошая игра» от GameSpot и «Лучшая худшая игра» от GamesRadar.
Критики отметили многочисленные намеки на Твин Пикс; среди них «хорошо одетый агент ФБР, сельская местность на северо-западе Тихого океана и здоровая доза лесных сверхъестественных мифов». Рецензенты отметили сходство персонажей игры и сериала. Йорк был отмечен как имеющий сходство с главным героем «Твин Пикс» Дейлом Купером, в частности упоминались его любовь к кофе и обращение к невидимому персонажу; первая жертва Анна Грэм могла быть данью уважения Лоре Палмер, а её имя может быть отсылкой как к персонажу Энни, так и сыгравшей её актрисе Хизер Грэм. Дама с горшком, второстепенный персонаж, который носит с собой горшок, может быть отсылкой к Даме с поленом, хотя они выполняют разные повествовательные функции. Красные комнаты сериала и игры также имели некоторое сходство: они оба являются сверхъестественными местами, к которым может получить доступ главный герой. Закусочная A & G может быть отсылкой к закусочной RR из «Твин Пикс», обе из которых основаны на кафе Twede’s Cafe в Норт-Бенде, штат Вашингтон. Отель Great Deer Yard может быть вдохновлен отелем Great Northern Hotel Твин Пикс, который был основан на Salish Lodge в Сноквалми Фолс, штат Вашингтон. Также было отмечено, что персонаж Эмили внешне напоминает актрису Наоми Уоттс, которая снялась в фильме Дэвида Линча «Малхолланд Драйв», а позже появилась в «Твин Пикс: Возвращение».
Режиссёрская версия для PlayStation 3 получила средневзвешенную оценку 70/100 от Metacritic, что также указывает на «смешанные или средние отзывы». Оли Уэлш из Eurogamer написалf, что в режиссёрской версии исправлены некоторые первоначальные недостатки, но другие остались нетронутыми, «как вам, правда, этого и хотелось бы» Кевин ВанОрд из GameSpot заметил, что, хотя режиссёрская версия не была «резко переработана», игра осталась приятной и интересной. И наоборот, PlayStation Magazine пришел к выводу, что розничная цена была слишком высока, чтобы оправдать рекомендацию режиссёрской версии со всеми её недостатками. Критики оценили новые элементы управления как улучшение. рафика получила более неоднозначные отзывы: Стерлинг написал, что «эта новая версия, по крайней мере, выглядит лучше на современных телевизорах, хотя ваш пробег может отличаться», в то время как другие обозреватели пришли к выводу, что даже с улучшениями графика по-прежнему либо едва соответствует, либо не соответствовал стандартам более поздней игры для PlayStation 2. Включение второстепенных повествовательных дополнений в целом понравилось, хотя критики не рассматривали их как добавление чего-либо существенного к сюжету.. В портировании также были отмечены проблемы с частотой кадров и эффектом «эха» при озвучке.

## Продолжение
10 июля 2020 года Deadly Premonition 2: A Blessing in Disguise вышло на Nintendo Switch. Действие игры происходит в 2019 году в Бостоне и посвящено возобновлящей старое расследование агентe ФБР Алии Дэвис; её история переплетается с историей жившего четырнадцатью годами ранее в городе Ле Карре Фрэнсиса Йорка Моргана.